# Андалузский соус
Андалузский соус (фр.  Sauce andalouse ) — бельгийский соус, состоящий из майонеза, томатной пасты и сладкого перца (например, пимиентос или болгарский перец). Обычно подаётся с бельгийским картофелем фри. Описан знаменитым кулинарным критиком Огюстом Эскофье в 1903 году.
В некоторых рецептах вместо майонеза используется соус велуте или эспаньоль. Вместо томатной пасты используются и бланшированные помидоры. Среди других ингредиентов, коньяк или херес, паприка, оливки, оливковое масло, лимонный сок, майоран, чабер.

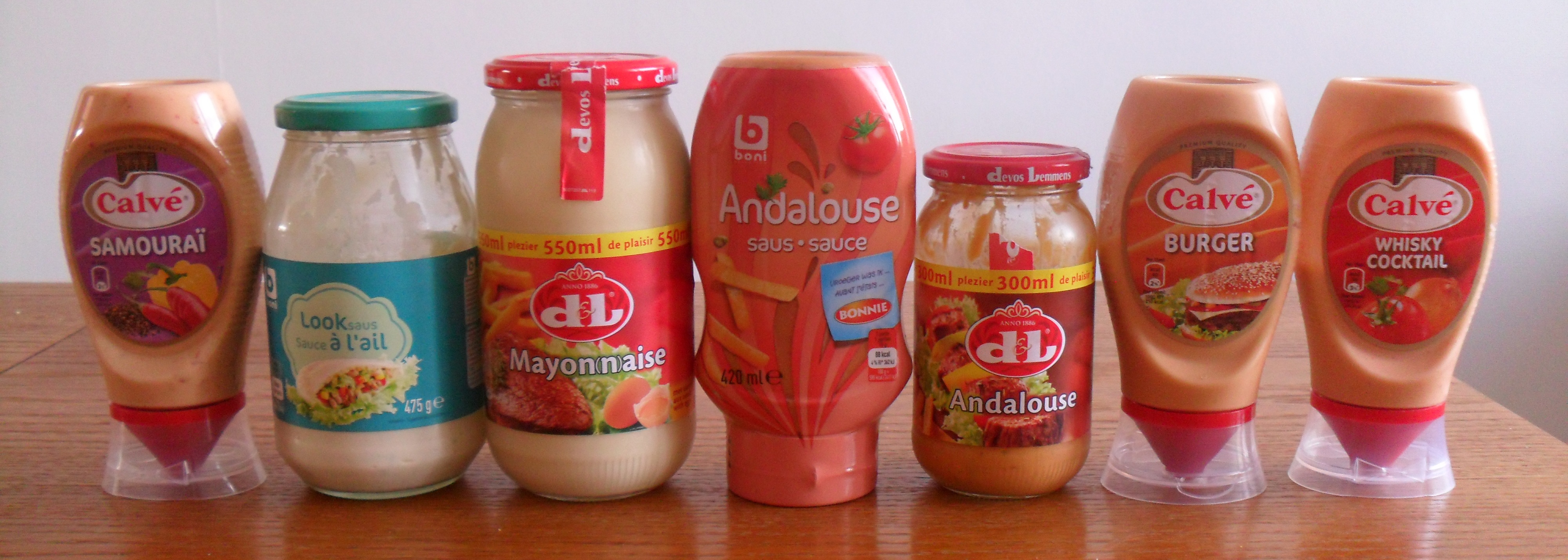
Готовый андалузский соус

Несмотря на название, его происхождение не имеет никакого отношения к испанскому региону Андалусия.
Продаётся в супермаркетах в готовом виде.